# Niederösterreichischer Landesrundwanderweg
Der Niederösterreichische Landesrundwanderweg (kurz NÖ. LRWW) ist ein ca. 1200 km langes Netz aus Wanderwegen, das meist innerhalb der Grenzen Niederösterreichs rund um das Bundesland führt. Die Hauptroute ist 935 km lang.

## Geschichte
Der Weitwanderweg wurde auf Betreiben von Ministerialrat Dr. Robert Wurst durch den Österreichischen Alpenverein, den Naturfreunden und dem Österreichischen Touristenklub ausgearbeitet. Im Anschluss wurde der Weg 1979 – als erster Landesrundwanderweg Österreichs – in einem Wanderführer beschrieben. Finanziert wurde das Projekt ursprünglich vom Niederösterreichischen Naturschutzbund. 

## Verlauf
Die Streckenführung kombiniert vorhandene Weitwanderwege und verbindet unterwegs 19 niederösterreichische Naturparks sowie die Nationalparks Donau-Auen und Thayatal miteinander. Im zugehörigen Wanderführer des Österreichischen Alpenvereins wird Waidhofen an der Ybbs als Ausgangspunkt genannt, der Rundweg kann jedoch an jeder beliebigen Stelle begonnen werden.
Von Waidhofen führt der Weg durch das Mostviertel nach Norden über Amstetten nach Ybbs an der Donau, wo diese überschritten wird. Nun im Waldviertel verläuft der Weg über den Ostrong und die Ysperklamm nach Schönbach, weiter über Arbesbach auf den Nebelstein. Nördlich von Gmünd wendet sich die Route nun nach Osten, um über Waidhofen an der Thaya nach Hardegg und Retz zu gelangen.

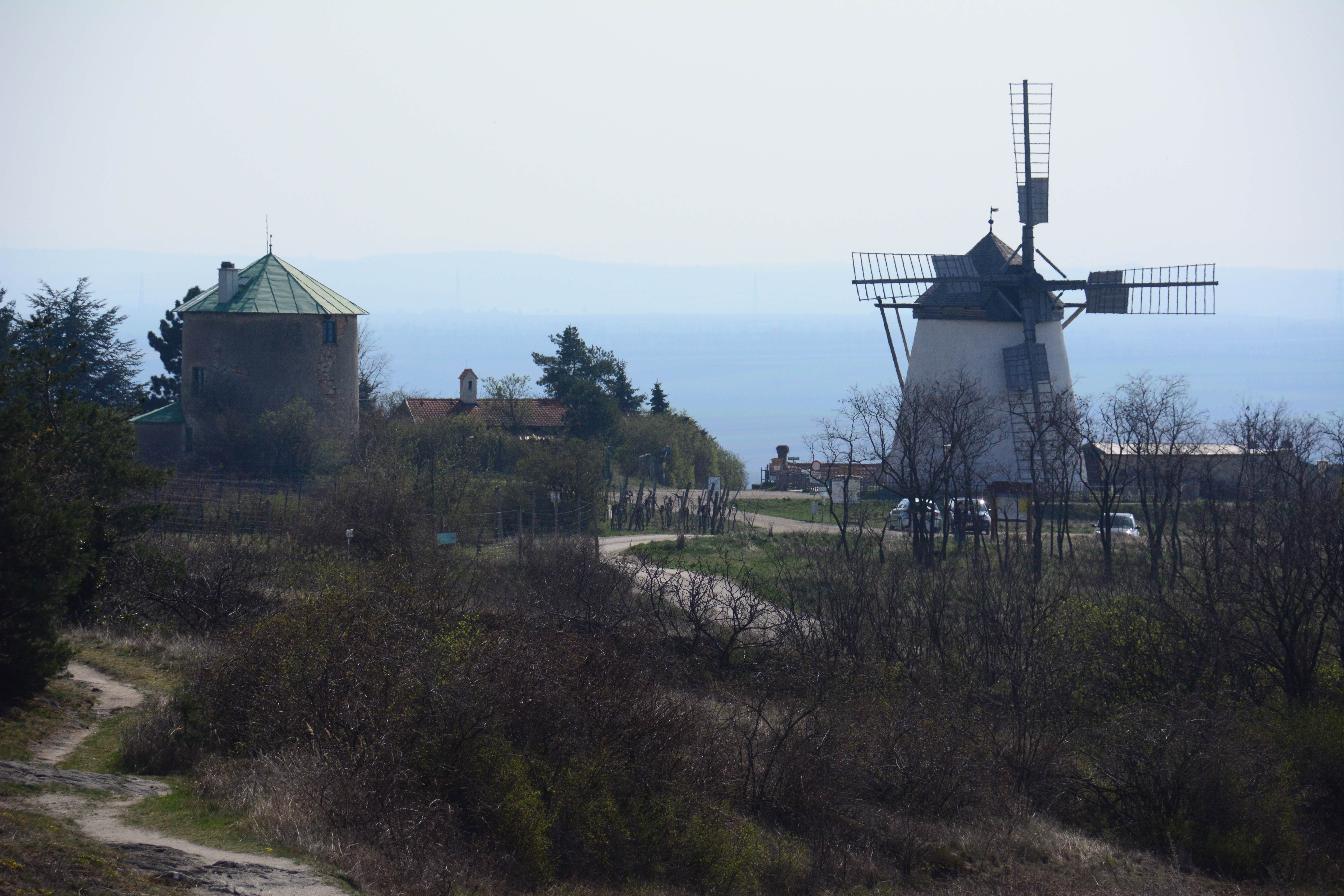
Bei Retz an der Grenze zwischen Wald- und Weinviertel

Im Weinviertel wird durch Laa an der Thaya, Bernhardsthal und Marchegg nach Bad Deutsch Altenburg gewandert, wo erneut die Donau gequert wird. Nun weiter über Bruck an der Leitha ins Leitha- und Rosaliengebirge. Durch die Bucklige Welt nähert man sich dem Wechsel an, über den Semmering gelangt man zu Rax und Schneeberg. Durch den bergigen Teil des Mostviertels wird wieder nach Waidhofen an der Ybbs zurück gewandert.
Von Haugsdorf ausgehend führt eine Variante über Ernstbrunn und Klosterneuburg an Wien vorbei nach Süden. Auf der Rax vereint sie sich wieder mit der Hauptroute.
Nach erfolgter (Teil-)Begehung des Landesrundwanderwegs kann bei der Sektion Weitwanderer des Österreichischen Alpenvereins ein Abzeichen in drei Stufen (bronze, silber und gold) angefordert werden.